# Карасакал Еримбет
Карасакал Еримбет (1844 г. — 1916 г.) - казахский акын, жырау, жыршы. Основоположник школы жырау-жыршы Сырдариинского региона. 

## Биография
Родился и умер в поселении Кокаша Казалинского уезда, учился в медресе Хивы. Происходит из рода карасакал племени алимулы.  
В 1877—1879 годах он являлся волостным Калынбасского региона.

## Творчество
Большое влияние на творчество Карасакала Еримбета повлияли акыны Шернияз Жарылгасулы, Кашкынбай Кожамбетулы и других. В своих стихах он писал о стремлении к образованию, могуществе Аллаха, истине Корана и назиданиях пророка. Айтысы Карасакала Еримбета отличаются высоким идейным содержанием и оригинальным композиционным построением. В них широко использованы назидания, пословицы и поговорки. 
Основой дастанов («Атымтай Жомарт», «Хазiретi Ғали мен Дариға қыз», «Әбу Шашма», «Сәдуақас Сақи», «Ақтам сақаба», «Бап Раушан») явились легенды и истории о пророке Мухаммаде. 
Произведения акына опубликованы в сборниках «Айтыс» (1965, 2т.), «Антология казахской поэзии» (1992). 
Также с его произведениями вышла книга «Ұлағат сөзім ұрпаққа» (1995).